# Cacaloc
Cacaloc är en ort i Mexiko.   Den ligger i kommunen Zoquitlán och delstaten Puebla, i den sydöstra delen av landet, 240 km sydost om huvudstaden Mexico City. Cacaloc ligger 2 257 meter över havet och antalet invånare är 765.
Terrängen runt Cacaloc är kuperad åt nordost, men åt sydväst är den bergig. Runt Cacaloc är det ganska tätbefolkat, med 116 invånare per kvadratkilometer. Närmaste större samhälle är Ajalpan, 17,0 km väster om Cacaloc. Omgivningarna runt Cacaloc är en mosaik av jordbruksmark och naturlig växtlighet.